# Jaime Simões
Jaime Daniel Melão Simões, noto semplicemente come Jaime Simões (Santarém, 11 giugno 1989), è un calciatore portoghese, difensore dell'União Santarém.

## Carriera
Ha giocato nella prima divisione dei campionati portoghese, cipriota e lussemburghese.

## Palmarès

### Club

#### Competizioni nazionali
- Coppa di Cipro: 1

Apollōn Limassol: 2015-2016